# Lampranthus curviflorus
Lampranthus curviflorus är en isörtsväxtart som först beskrevs av Adrian Hardy Haworth, och fick sitt nu gällande namn av H.E.K. Hartmann. Lampranthus curviflorus ingår i släktet Lampranthus och familjen isörtsväxter. Inga underarter finns listade i Catalogue of Life.